# ESRO-1A
ESRO-1A nebo Aurora je umělá družice organizace ESRO na výzkum ionosféry a polárních září.

## Další údaje
Startovala 3. října 1968 pomocí americké rakety Scout z amerického kosmodromu Western Test Range na dráhu s perigeem 254 km a apogeem 1523 km. Hmotnost byla 81 kg. V evidenci COSPAR má označení 1968-084A.
Shořela v atmosféře 26. června 1970.